# Naturschutzgebiet Schakenberg
Das Naturschutzgebiet Schakenberg mit einer Größe von 2,2 ha liegt westlich von Oelinghausen im Stadtgebiet von Arnsberg im Hochsauerlandkreis. Es wurde 1998 mit dem Landschaftsplan Arnsberg durch den Kreistag des Hochsauerlandkreises als Naturschutzgebiet (NSG) mit dem Namen Naturschutzgebiet Buchenwald Schakenberg und einer Flächengröße 2,3 ha ausgewiesen. Bei der Neuaufstellung des Landschaftsplanes Arnsberg durch den Kreistag 2021 wurde das NSG mit verändertem Namen erneut ausgewiesen und etwas verkleinert. Das NSG ist Teil des 2633 ha großen FFH-Gebietes und des 2637 ha großen Vogelschutzgebietes Luerwald und Bieberbach.

## Gebietsbeschreibung
Im NSG handelt es sich um einen Rotbuchenwald auf der landschaftsprägenden Kalkbergkuppe des Schakenbergs mit etwa 30 bis 60 m über die umgebenden Talbereiche des Bieberbachs und das halboffene Hachener Kuppenland. Beim NSG handelt es sich um einen artenreichen, naturnahen Waldmeister-Buchenwald. Im NSG liegt ein ehemaliger Kalksteinbruch. 
Der Landschaftsplan führt zum Wert des Schutzgebietes aus: „Der altholzreiche Buchenwald mit gesellschaftstypischem Unterwuchs zeichnet sich durch einen naturnahen Zustand bei geringer forstlicher Nutzung aus. Die geophytenreiche, geogen bedingt seltene Buchenwaldgesellschaft stellt eine vegetationskundliche Besonderheit in der Region dar.“

## Spezielle Schutzzwecke für das NSG
Wie bei allen Naturschutzgebieten in Deutschland wurde in der Schutzausweisung darauf hingewiesen, dass das Gebiet „wegen der Seltenheit, besonderen Eigenart und Schönheit des Gebietes“ zum Naturschutzgebiet erklärt wurde. Laut Landschaftsplan erfolgte die Ausweisung zum:
- „Schutz und Erhaltung naturnaher, seltener Buchenwaldgesellschaften und ihrer Lebensgemeinschaften;“
- „Sicherung der Kohärenz und Umsetzung des Europäischen Schutzgebietssystems Natura 2000.“
- „Das NSG dient auch der nachhaltigen Sicherung von Vorkommen seltener Tier- und Pflanzenarten.“[2]